# Marina Wilmowa
Marina Aleksandrowna Wilmowa (ros. Марина Александровна Вильмова ; ur. 12 czerwca 1987) – rosyjska zapaśniczka startująca w stylu wolnym. Piąta na mistrzostwach świata w 2008. Brązowa medalistka mistrzostw Europy w 2012. Szósta w Pucharze Świata w 2009 i ósma w 2010. Mistrzyni Rosji w 2008 i 2011, druga w 2009 i 2013, a trzecia w 2007 roku.